# Черняев, Алексей Ильич
Алексей Ильич Черняев (26.01.1925 — 09.10.1993) — автоматчик 12-й армии Юго-Западного фронта. Герой Советского Союза.

## Биография
Родился 26 января 1925 года в селе Песочня ныне Путятинского района Рязанской области.
В Красной Армии с января 1943 года. Воевал от Северского Донца до Днепра.
В сентябре 1943 года вышел к Днепру. 26 сентября 1943 года переправились через реку. Дзот взорвал гранатами. Заняли первую линию окопов. Четверо суток удерживали занятую позицию пока с соседнего плацдарма не пришло подкрепление.
Указом Президиума Верховного Совета СССР от 19 марта 1944 года за успешное форсирование Днепра, прочное закрепление плацдарма на его западном берегу и проявленные при этом отвагу и геройство красноармейцу Черняеву Алексею Ильичу присвоено звание Героя Советского Союза с вручением ордена Ленина и медали «Золотая Звезда».
С 1946 года в запасе. Умер 9 октября 1993 года.